# Oversøiske lande og territorier
 Denne artikel bør gennemlæses af en person med fagkendskab for at sikre den faglige korrekthed.

Ved oversøiske lande og territorier (OLT) forstås områder, som har en særlig forbindelse med Den Europæiske Unions medlemsstater. Disse lande og territorier har været associeret med EF helt fra begyndelsen, og deres særlige status som associerede er fastlagt i den for EF grundlæggende traktat; Rom-traktaten af 1957. Associeringen med disse områder har dannet grundlaget for Fællesskabets videre udviklingspolitik.

## De oversøiske lande og territorier (OLT)
Tekst mangler, hjælp os med at skrive teksten

## Særlige træk
To ting adskiller de oversøiske lande og territorier fra AVS-staterne (LANDENE I AFRIKA, VESTINDIEN OG STILLEHAVET) og de (For eksempel) franske oversøiske departmenter (OD):
De oversøiske lande og territorier udgør ikke en del af EU's territorium (i modsætning til de franske oversøiske departmenter) Personer hjemmehørende i de oversøiske lande og territorier har statsborgerskab i det medlemsland, de henhører under (i visse tilfælde har de dog ikke fulde borgerrettigheder) De oversøiske lande og territorier henhører forfatningsmæssigt under fire medlemsstater (Danmark, Frankrig, Nederlandene, og Storbritannien) og er ikke uafhængige stater (i modsætning til AVS-landene).
EU's afledte ret gælder ikke direkte for de oversøiske lande og territorier, og Rådet må således vedtage specifikke regler herfor. Omvendt er det imidlertid således, at de bestemmelser vedrørende individet, der gælder for samtlige EU-borgere (og således også EU-borgeres rettigheder og menneskerettighederne) også har gyldighed for OLT-indbyggere, som har fuldt statsborgerskab i en medlemsstat.

## De oversøiske landes og territoriers nuværende associeringsordning med EU
Rådets forskellige afgørelser tager i det store og hele udgangspunkt i associeringsordningen mellem EU og de oversøiske lande og territorier.
Der findes følgende grundlæggende retsakter:
1. Romtraktaten, som ændret ved Den Europæiske Fælles Akt, Maastricht-traktaten, Amsterdam-traktaten og Nice-traktaten.
2. Artikel 182-187 i traktaten om oprettelse af Det Europæiske Fællesskab
3. Afgørelse om de oversøiske landes og territoriers associering med Det Europæiske Fællesskab. Denne afgørelse er indgået for tidsrummet fra 2001 til 2007.

De oversøiske lande og territorier modtager ligesom AVS-landene bidrag fra Den Europæiske Udviklingsfond (EUF) og støtte fra den Europæiske Investeringsbank (EIB). De deltager endvidere i visse fællesskabsprogrammer, bl.a. på uddannelsesområdet.

## Liste over de oversøiske lande og territorier

### Kongeriget Danmarksoversøiske lande og territorier
- Grønland

### Frankrigsoversøiske lande og territorier
- Fransk Polynesien (og  Clippertonøen)
- Franske Sydlige og Antarktiske Territoriers besiddelser i det sydlige Indiske Ocean og Antarktis
- Ny Kaledonien
- Saint-Barthélemy (siden 2007-artikel 74 i den franske forfatning)
- Saint-Pierre og Miquelon
- Wallis og Futuna

### Nederlandenesoversøiske lande og territorier[2]
- Aruba[3]
- Curacao[3]
- Sint Maarten (Saint-Martin)[3]
- BES-øerne :[4]
  -  Bonaire[4]
  -  Sint Eustatius[4]
  -  Saba[4]